# Cleistanthus inglorius
Cleistanthus inglorius är en emblikaväxtart som beskrevs av Airy Shaw. Cleistanthus inglorius ingår i släktet Cleistanthus och familjen emblikaväxter.
Artens utbredningsområde är Papua Nya Guinea. Inga underarter finns listade i Catalogue of Life.